# Jina
Jina is een Roemeense gemeente in het district Sibiu.
Jina telt 4159 inwoners.